# Iglesia de Santa María Magdalena (Matapozuelos)
La iglesia de Santa María Magdalena es una iglesia católica de la localidad española de Matapozuelos, perteneciente a la provincia de Valladolid, dentro de la comunidad autónoma de Castilla y León. Representa uno de los más importantes ejemplos de la arquitectura quinientista de la provincia de Valladolid. Domina el casco urbano de esta localidad de la Tierra de Pinares castellana con su prominente torre, conocida popularmente en la localidad como «La Giralda de Castilla».
Situada en un promontorio dentro del casco urbano, ha sufrido numerosas reformas a lo largo de su historia que han modificado en parte su estructura original, dando lugar a un monumento de carácter singular. Alberga en su interior una de las más importantes muestras del gótico tardío de la provincia en la bóveda que cubre el presbiterio, conservando asimismo una gran riqueza escultórica y pictórica en sus retablos. Por ello, recibió la catalogación de Bien de Interés Cultural en 1998.

## Contexto histórico
Existen pruebas de poblamiento humano en el entorno de Matapozuelos desde tiempos prehistóricos. El lugar más significativo es el pago conocido como "Pico", donde confluyen los ríos Adaja y Eresma, a casi 5 km al noreste del casco urbano de Matapozuelos, y hoy se erige la ermita de la Virgen de Sieteiglesias. En esta área se han hallado restos celtas y romanos, que confirman la existencia de una mansio romana en el lugar, denominada Nivaria. En la actualidad, se conserva el puente romano sobre el Adaja de la cañada entre Valdestillas y Hornillos de Eresma.
Tras la invasión musulmana de la península ibérica, en la actual Tierra de Medina se asentaron grupos de bereberes dedicados a la ganadería ovina. Se afirma la presencia musulmana en Matapozuelos en el actual paraje de "Aladín", en las afueras sureñas de la actual localidad, situándose el centro de aquel poblamiento en torno al palomar de Doña Vicenta.
Propiamente, Matapozuelos aparece ya mencionado en el siglo XIII en la Crónica de Rodrigo Jiménez de Rada en relación con la batalla de las Navas de Tolosa. La localidad de aquella época, como el resto de pueblos de su entorno, constituía un pequeño núcleo poblacional apiñado en torno a su iglesia románica.
La dimensión de una iglesia suele dar idea de la riqueza y carácter de un pueblo, lo que motivó que a partir del siglo XVI, y principalmente durante los siglos XVII y XVIII, las localidades de la meseta iniciaran un proceso de derribo o reforma completa de sus iglesias, reconstruidas siguiendo el estilo barroco. Matapozuelos no fue una excepción y ya a comienzos del siglo XVI se inició la construcción de la nueva iglesia. Dicha obra no se completaría hasta mediados del siglo XVIII, como atestigua la inscripción en el remate de la fachada barroca: «Año 1767».
El contexto sociocultural y económico que registraba Castilla en la época de la construcción del monumento, al comenzar el siglo XVII, estuvo marcado por un gran descenso demográfico que provocó la desaparición de numerosos pueblos y la pérdida de población de aquellos que consiguieron superar esta etapa. Esto, junto con la crisis económica generalizada, explica el paro producido en la reforma de la iglesia durante la primera mitad de este siglo.

## Historia

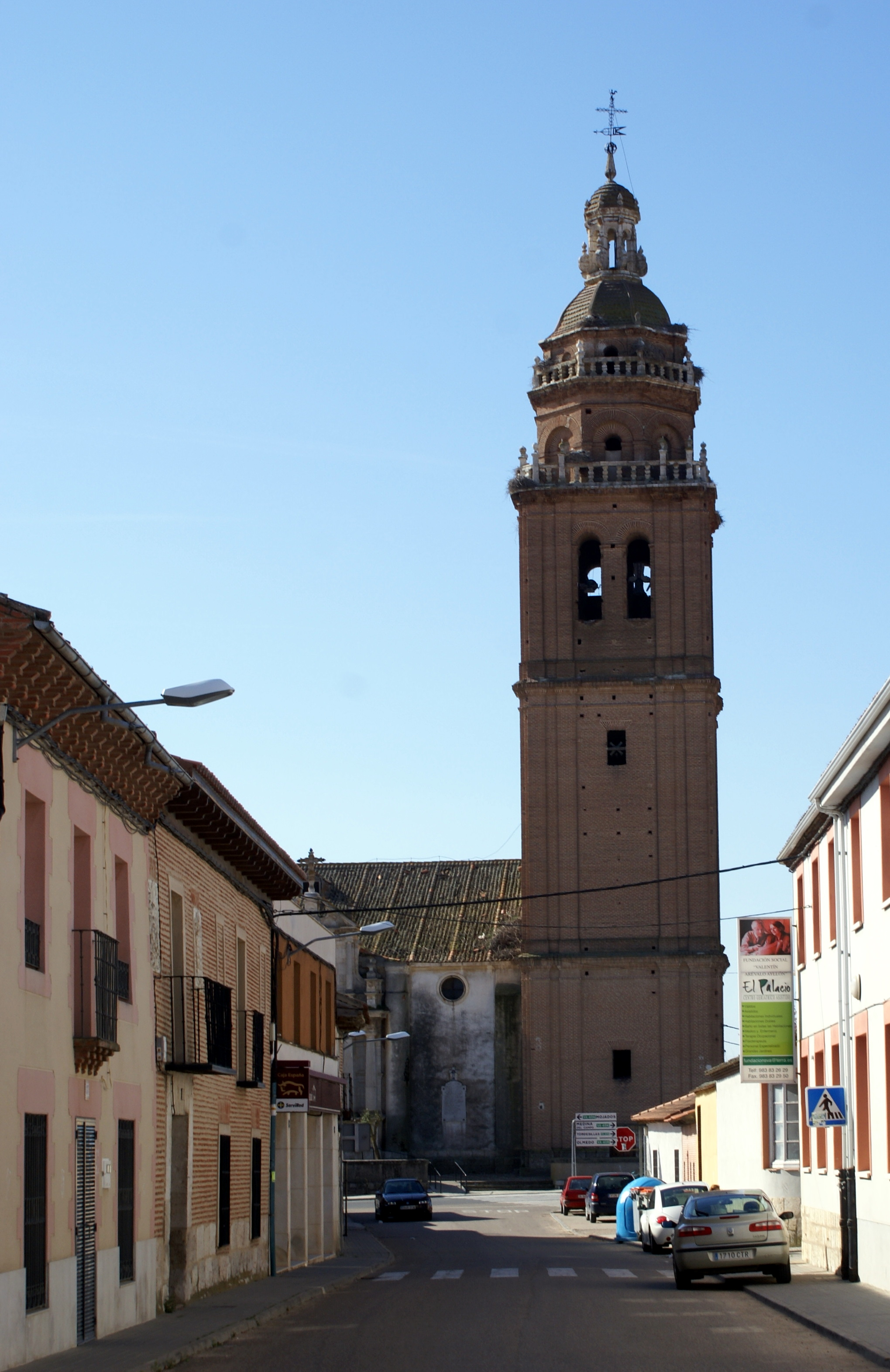
Vista desde una calle del pueblo

La iglesia de Santa María Magdalena es el único templo de la localidad pinariega de Matapozuelos. Se sitúa en un promontorio emplazado en el extremo sur del casco urbano, en plena intersección entre las carreteras que conectan Medina del Campo con Mojados y Matapozuelos con Olmedo, las cuales forman una glorieta en la que se encuentra el edificio.
La parte más antigua del templo corresponde a la cabecera, de planta rectangular e iniciada en 1544 bajo las órdenes de Diego de Segovia. Para 1556, la construcción de la iglesia se había estancado ya que aún restaba abovedar y cubrir lo recién construido. La bóveda de dicha cabecera guarda una gran similitud con la de la iglesia de San Juan Bautista de Santovenia de Pisuerga, la cual fue realizada por Juan de Escalante. Si bien no existe un documento que certifique la autoría de las trazas de la iglesia de Santa María Magdalena por parte de De Escalante, sí se conoce la presencia de este arquitecto en la localidad para ocuparse de la fábrica en 1563.
Las obras de las naves laterales se iniciaron en 1567, con Juan de la Vega al cargo. Se completó de esta manera el cierre de los laterales del templo, abriéndose la llamada «Puerta del Sol». Los carpinteros Juan Gallegón y Pedro de Coca se encargaron del montaje de un artesonado provisional para el cubrimiento. Hubieron de pasar cuatro años para que los trabajos prosiguieran, en este caso con la construcción de la torre primitiva. Nuevamente en 1594 se continuó con el proceso de edificación, esta vez de la mano de Francisco de la Maza y con el objetivo de expandir el templo hacia dicha torre, en aquel entonces exenta. Se cubrió la estructura en madera y se encargó la construcción del coro, pero pronto surgieron problemas con la estabilidad de la torre que obligaron a reforzar su cimentación mediante un sillar de cantería y a repararla en su totalidad.
A finales del primer tercio del siglo XVII se planteó un proyecto de reforma parcial de la obra anterior, dirigido principalmente a la techumbre de madera de las naves laterales, que había de ser sustituida por sendas bóvedas de cañón. El proyecto fue retocado en 1652 por Nicolás Bueno, quien informó sobre la necesidad de reforzar las columnas interiores para poder soportar el peso de las nuevas bóvedas de cañón que se iban a realizar. Se ejecutó finalmente dos años más tarde y contó con el beneplácito de los arquitectos Mateo Martínez, Pedro Núñez y Francisco Cillero. El precio total de la obra ascendió a 40 000 reales, pagándose la realización de la decoración en yeso aparte.
Al término de las obras del abovedamiento, se constató la inseguridad de la torre y en 1659, con la visita del representante episcopal, se determinó que su estructura no podría soportar el peso de grandes campanas debido a la abundancia de grietas, algo que podría ocasionar el desplome de la misma. Dicho visitador episcopal ordenó el derribo de la torre y la realización de una nueva aprovechando los materiales de la anterior, pero tal orden no se cumplió hasta 1671, cuando el obispado dio un ultimátum a la parroquia ante la amenaza de derrumbe.
Se inició pues el derribo de la torre, tratando de salvar la mayor parte de los materiales para la futura construcción de su sucesora. La construcción como tal se inició en 1681, con Manuel Cillero a cargo de la cimentación de la nueva torre y con Francisco de las Heras Cuervo ya en 1683 como encargado de la realización del cuerpo. La construcción duró veintisiete años, restando solamente el cubrimiento de la torre, que se realizó de manera provisional en madera.
Transcurrieron casi veinte años antes de que se iniciaran los trabajos de remate del último cuerpo de la torre. En el momento en que la iglesia dispuso de suficiente dinero en sus arcas, se puso en contacto con el arquitecto Matías Machuca, a la postre uno de los más significativos en la historia del templo matapozuelano. Machuca realizó un doble ochavo con corredores y linterna en apenas un año, por lo que finalizó la construcción de la torre. Desde los primeros momentos, se iniciaron las comparaciones con la Giralda sevillana, como constatan los versos de Nicolás de Velasco Moraleja, vecino del pueblo, en el libro de fábrica de la iglesia.

«...una torre muy hermosa
que si se acaba será una maravilla
más vistosa que la Giralda de Sevilla.»

1.Retablo mayor.
2.Altar del Perpetuo Socorro.
3.retablo de la Virgen del Rosario.
4.Altar de San José.
5.Altar del Niño.
6.Altar de San Antonio de Padua.
7.Altar de la Virgen de la O.
8.Altar del Corazón de María.
9.Altar de la Virgen del Carmen.
10.Retablo de la Dolorosa.
11.Retablo de la Purísima.
12.Altar de Santa María Magdalena (desmontado).
----
A.Sacristía nueva.
B.Fachada del mediodía.
C.Bautisterio.
D.Coro.
E.Torre.
F.Fachada principal, atrio y crucero.
G.Sacristía vieja.

La relación de Machuca con el templo no terminó, sino que continuó en 1731 con la firma del contrato de ampliación. Machuca presentó un proyecto de ensanche que no gustó, ya que suponía el derribo de las paredes laterales de la capilla mayor. Se decidió prescindir de los servicios de Machuca y ya en 1742 se contactó con el arquitecto medinense José Castander, quien trazó los planos para «el alargo del coro y capilla para la pila bautismal...con las bóvedas correspondientes a dicha obra la que se ha de ejecutar sobre los cimientos de piedra que...se hallan hechos y fabricados». Gracias a esta última intervención, se consiguió unir la torre al resto del edificio, y las últimas obras se sucedieron en 1754, con la construcción de la nueva sacristía por Fray Antonio de Manzanares en el lado de la Epístola, y por último en 1767, con la inauguración de la portada principal realizada íntegramente en piedra por Andrés Añero.
A comienzos del siglo XX se realizó el atrio de hormigón a raíz de la construcción de la carretera Medina del Campo-Mojados, que obligó a desplazar el crucero a las proximidades de la portada. Para ello, se realizó un atrio de mortero recubierto de hormigón que se ha mantenido sin apenas modificaciones hasta la actualidad.
En 1979 se iniciaron los trámites necesarios para la declaración de la iglesia como Bien de Interés Cultural (BIC), proceso que se prolongó hasta 1998, cuando la Universidad de Valladolid en colaboración con la Real Academia de Bellas Artes de San Fernando fallaron de manera favorable para la declaración del templo como BIC en categoría de monumento. Finalmente, el 16 de julio del mismo año el Decreto 144/1998 otorgaba al templo y su entorno inmediato la categoría mencionada.

## Descripción artística
El templo se puede inscribir dentro del estilo renacentista del siglo XVI con reformas en el XVII, aunque incorpora soluciones arquitectónicas propias del gótico, y su torre y portada, del siglo XVIII, son barrocas.
El material predominante de la construcción es el ladrillo, que aparece en todos los muros y bóvedas, con una disposición y modo de empleo similares a los del estilo mudéjar. La piedra está presente en arcos y soportes, y en la portada barroca que se halla en la fachada norte.
En el Diccionario geográfico-estadístico-histórico de España y sus posesiones de Ultramar de Pascual Madoz se dice de la iglesia:

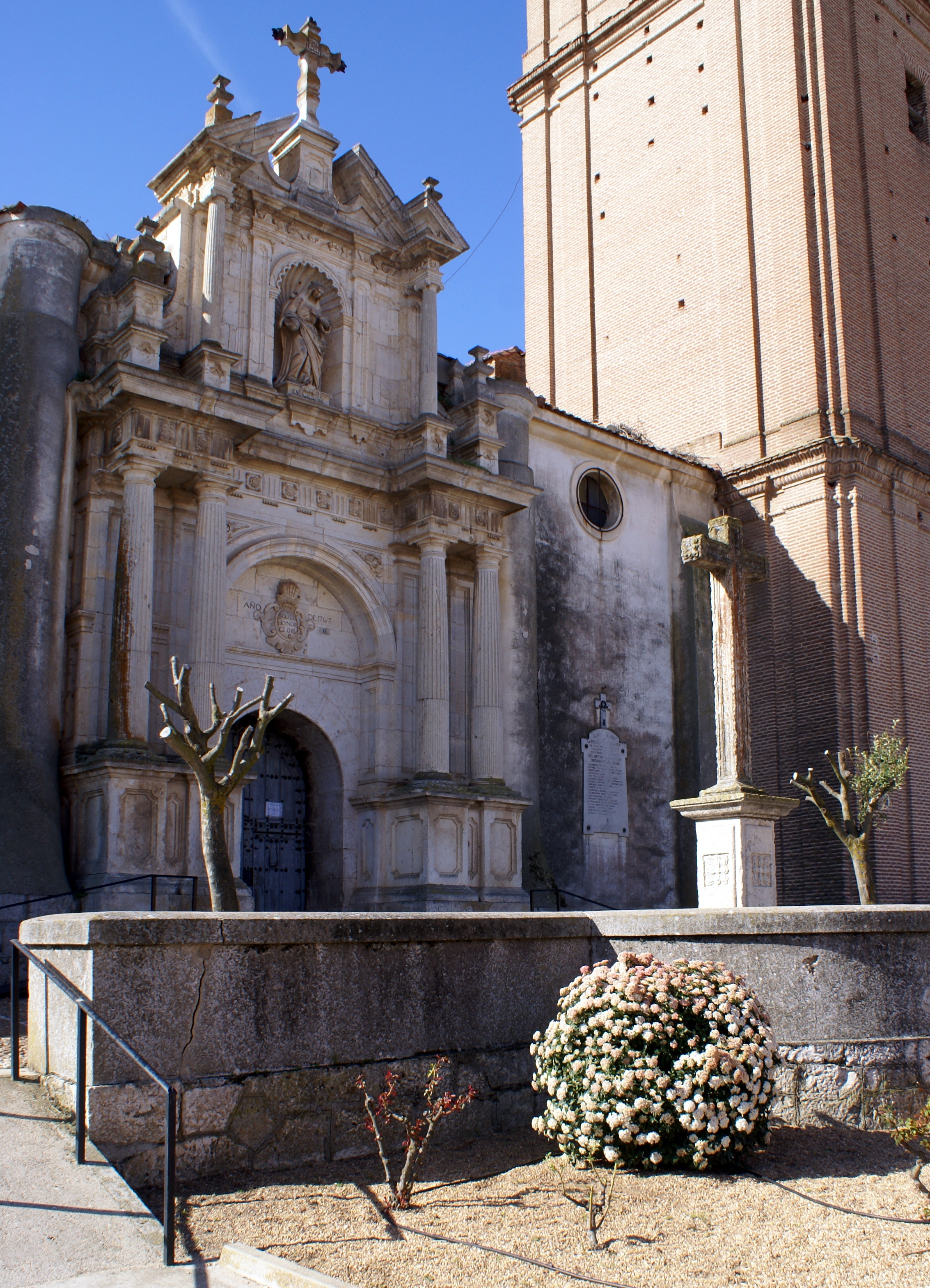
Fachada principal, el atrio de hormigón y el crucero

Hay una iglesia parroquial (Sta. María Magdalena), edificio sólido, de buena construcción, de orden romano, en el que llaman la atención su altar mayor, de orden jónico, el coro (situado en lo bajo) con buena sillería y la espaciosa sacristía; tiene buenos ornamentos y tan completo surtido de vasos sagrados que puede decirse que no le excede ni aun iguala ningún templo de los del país.

### Exterior

#### Fachada principal
La fachada principal se encuentra situada en la parte norte del edificio, dando acceso al templo por el lado del Evangelio. Su puerta fue realizada según las trazas de Andrés Añero con sillares de piedra de Campaspero, Santibáñez de Valcorba, Íscar y Castrojimeno, poblaciones cercanas a la zona y en estilo barroco. Consta de un cuerpo que sobresale del resto de la fachada con dos laterales de dobles columnas de orden dórico con fuste estriado sobre grandes pedestales, la puerta algo más hundida es de arco de medio punto, mostrando un escudo en el dintel con la leyenda soli deo honor et gloria (solamente a Dios honor y gloria), sobre este primer cuerpo y encima de un friso con metopas y triglifos se alza otro más estrecho que lo forma una hornacina avenerada que contiene la imagen de Santa María Magdalena, realizada en piedra por el escultor Froilán Basurto. Asimismo, a uno y otro lado de la hornacina se alzan una pilastra adosada y en los extremos del cuerpo una columna exenta jónica. Las decoraciones en el resto de la portada fueron ejecutadas por Isidro Plaza. Como coronamiento central de la portada se encuentra una cruz. Se finalizó en 1767, dándose por terminada la edificación de la iglesia.

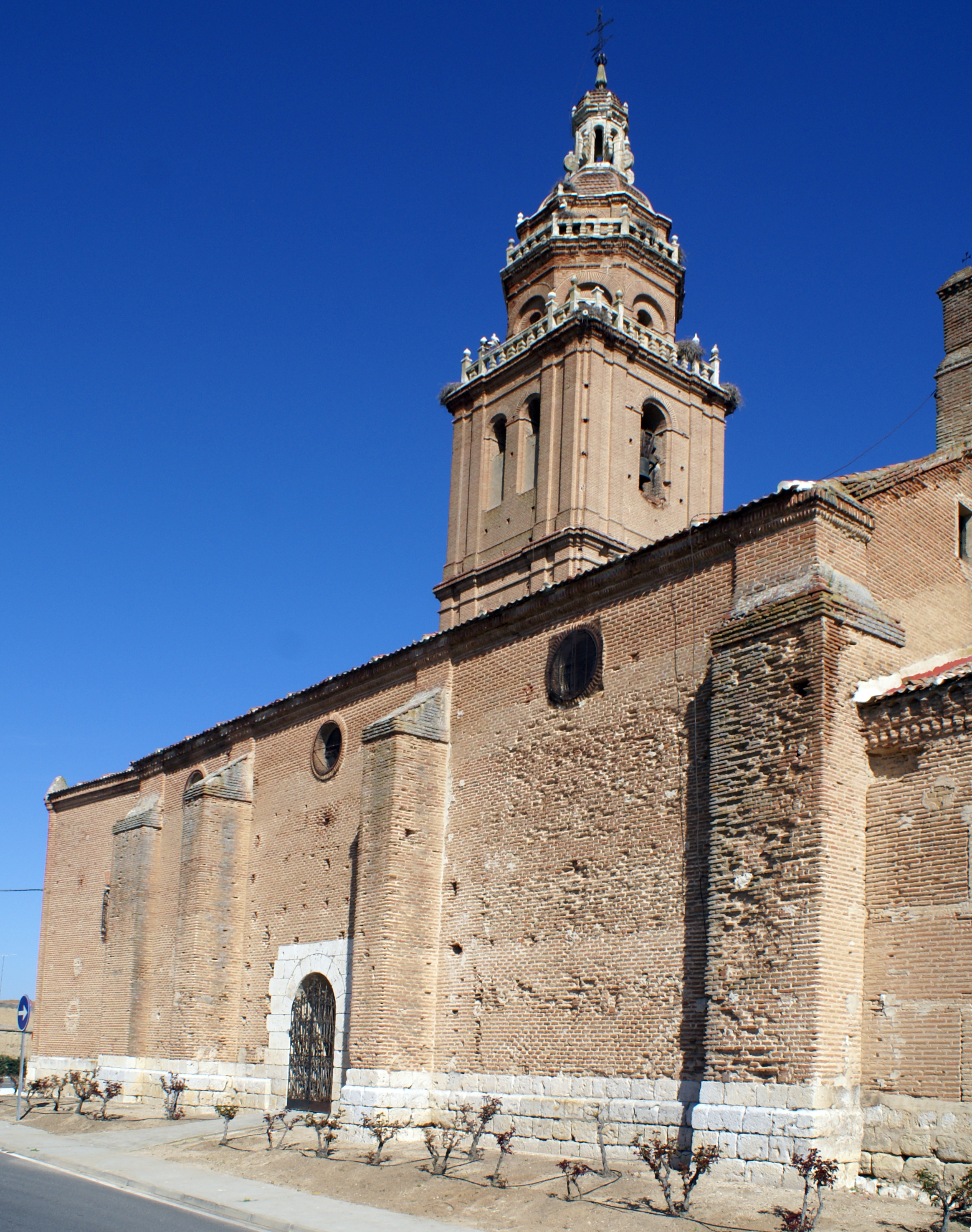
Fachada del mediodía

#### Fachada del mediodía
Esta fachada lateral está construida con un zócalo de sillares rectangulares de piedra blanca de Campaspero y el resto con ladrillo a la vista, se aprecian en su muro cuatro contrafuertes y entre los dos centrales y alineada con la entrada principal se encuentra la puerta que da acceso desde la nave de la Epístola. Es una puerta sencilla con arco de medio punto construido con dovelas de la misma piedra que el zócalo que corre por toda la fachada. Cierra con una reja de hierro y normalmente es una entrada que no está en uso. 

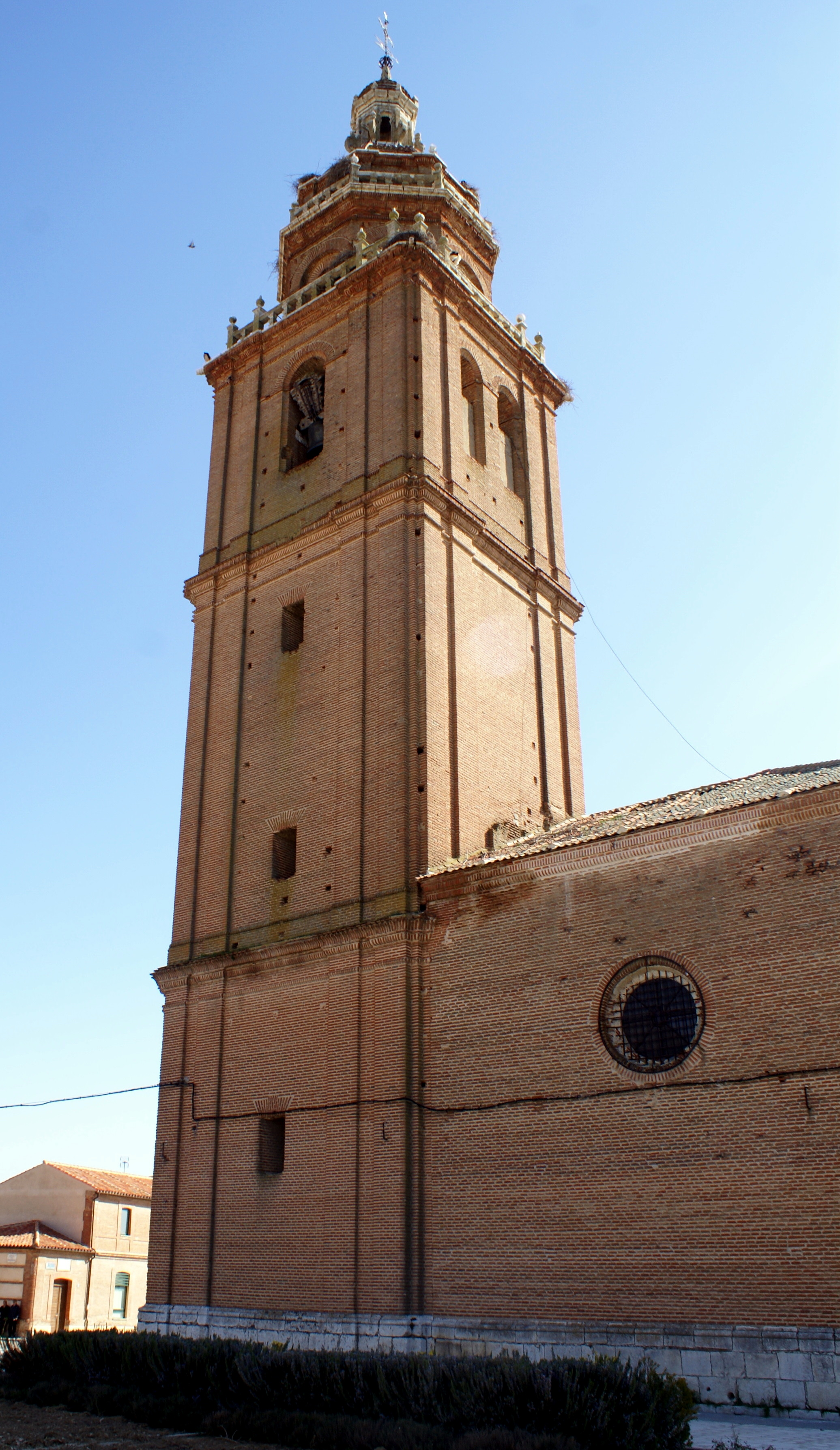
Vista de la torre desde el extremo oriental del templo

#### Torre
Anteriormente a la construcción en el siglo XVIII de la torre actual del templo, existía otra, citada ya en 1571. Estaría situada, de manera exenta, a los pies de la nave de la Epístola, y fue calzada con cantería y reforzada en su cimentación hacia 1595 por Francisco de la Maza. Se concluyó en 1602, de mano de Toribio de la Cruz, y, realizada en ladrillo, se remató con un chapitel.
La torre actual es una torre de base cuadrada y cuerpo de ladrillo. Francisco de las Heras se ocupó de su construcción en su primera etapa y primer cuerpo, de planta cuadrada sobre zócalo de piedra. Propuso cubrirla con un chapitel de pizarra, al estilo de la época. Posteriormente se construyeron los dos cuerpos restantes, y en 1723 Matías Machuca efectuó el remate de la misma, en piedra y ladrillo. El resultado es una torre de sesenta y dos metros de altura, a la que se accede desde una puerta exterior en el lado del Evangelio. Contiene en su interior dos niveles y un campanario, a los que se llega por una escalera de caracol, y finalmente la balaustrada y la linterna. Algo más arriba de la mitad de la torre se encuentra una ventana con un carracón que se hace sonar desde el Jueves Santo hasta el Domingo de Resurrección. Esta es la descripción del remate realizada por García Chico tomando como referencia la de Machuca:

En primer término hay un corredor de piedra, con sus balaustres de formas bulbosas y sobre el pasamanos bolas terminadas en puntas. El cuerpo ochavado está también construido con ladrillo excelentemente dispuesto. Ahí está esa doble arquería, con el arco preciosamente despiezado y con el extradós bien marcado por una fila de ladrillo. Encima viene otro corredor de las mismas características, pero aquí de forma octogonal. Se remata en cúpula de perfil ondulado, dividida en cascos, con cubierta de ladrillos en forma de escama, “que han de ir hiladas a diente de perro”. Forma este tejado una trama muy bien dispuesta, alternando ladrillos terminados en punta semicircular con otros de punta angulosa. La expresión "a diente de perro" significa que cada hilada se pone sobre las juntas de la inmediata. Luego viene la linterna, perforada con ocho ventanas, decorados sus frentes con volutas. Se corona con su "naranjita" de ladrillo escamado, terminando en aguja, bola de hierro perforada y veleta.

### Interior
La cabecera es la parte más antigua del templo; tiene planta rectangular y la parte del presbiterio está cubierta con una bóveda de crucería estrellada, apoyada sobre trompas sustentadas en columnas, y cuyos nervios combados forman una cruz con los lados en forma conopial, rodeando un círculo central. Las claves en que culminan los nervios en la bóveda están ricamente decoradas con motivos vegetales y volutas, con una disposición conocida como “a candelieri”, que aportan un ornamento renacentista al conjunto. El estilo gótico tardío en que está realizada la cabecera es considerado por algunos autores como uno de los mejores ejemplos del gótico en la provincia de Valladolid. Tal abovedamiento corresponde a la segunda etapa de la construcción de dicha capilla mayor, donde trabajó primero Diego de Segovia, y posteriormente Juan de Escalante, cuyo trabajo en el cubrimiento es similar al realizado en la iglesia de Santovenia de Pisuerga.
A partir de un arco de triunfo apuntado se abren las naves del templo, con planta de salón, separadas por columnas toscanas. En las naves laterales se encuentran los vanos, de medio punto, dos en el lado de la Epístola y uno en el del Evangelio, ya que la cabecera carece de ellos. Los arcos formeros de medio punto que delimitan la nave central eran más bajos que el citado arco de triunfo apuntado, por lo que un visitador episcopal ordenó que se aumentara su altura a través de ladrillos, hasta igualarla con el alto de la capilla mayor.
El cubrimiento de los dos primeros tramos de las naves se realizó primero con un artesonado ligero, hasta que en 1650 Nicolás Bueno ya estudiaba los refuerzos oportunos en las columnas para soportar el nuevo abovedamiento, encargado a Francisco Cillero, que lo montaba en 1658. Se trataba de una bóveda de cañón con lunetos en la nave central, y de arista en las laterales, cuyas yeserías se compromete Cillero a realizarlas con los dibujos que él mismo había hecho en las bóvedas de la iglesia de las Agustinas Recoletas de Medina del Campo.
A ambos lados de la capilla mayor se sitúan, primero la sacristía primitiva, cubierta en una parte con bóveda de cañón con lunetos y en otra situada más adelante con bóveda de arista, todo ello recubierto por yeserías barrocas, y la sacristía nueva, que empezó a utilizarse hacia 1754; tiene planta rectangular, y está cubierta por artesonado.

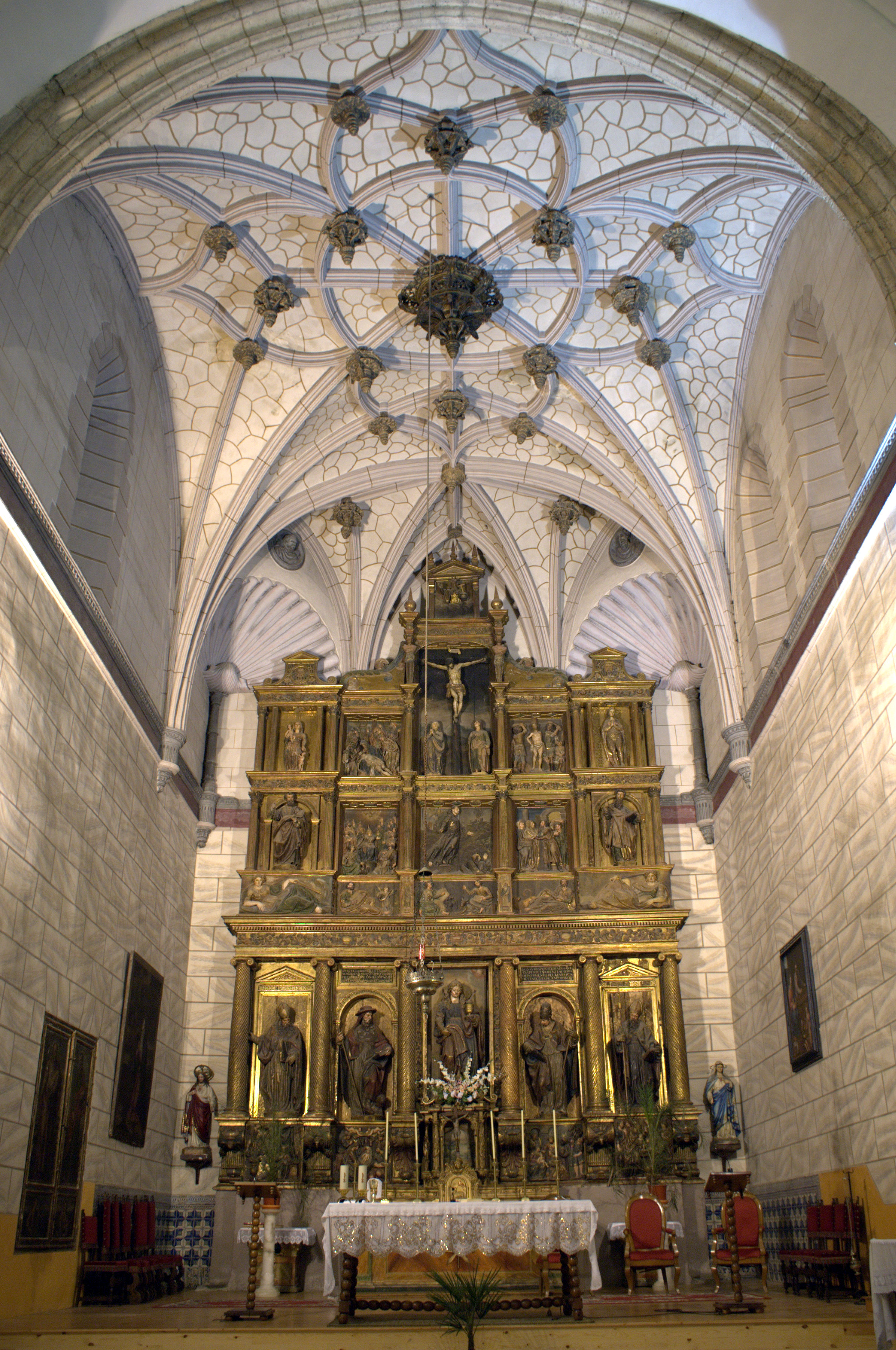
Retablo mayor y bóveda del presbiterio

#### Presbiterio
- Retablo mayor: realizado en madera policromada y dorada, data del último tercio del siglo XVI, incorporando esculturas en relieve y exentas de este periodo barroco. La donante del mismo fue Ana Sanz, quien al no contar con herederos legó parte de su fortuna a la parroquia para tallar un retablo. Consta de banco y tres cuerpos con cinco calles que están delimitadas por columnas de diferentes órdenes. El banco, separado por ménsulas ornamentadas que parecen sostener las columnas del siguiente piso, presenta cuatro relieves historiados atribuidos a Adrián Álvarez o a su taller, de izquierda a derecha se pueden ver las escenas de la Anunciación, la Adoración de los Pastores, la parte central del banco la ocupa el sagrario y siguen los relieves de la Epifanía y la Presentación. El primer piso, de más altura que los restantes está separado con columnas de orden jónico de fuste estriado y capitel con volutas en espiral; contiene imágenes de bulto redondo y en su parte central, se encuentra la titular de la iglesia, Santa María Magdalena con su atributo, el tarro de perfume, con que ungió a Jesús; a sus lados los cuatro Doctores de la Iglesia, sobre ellos un friso que separa el siguiente piso, donde se ven los relieves de la Fe y la Caridad en los extremos y los cuatro evangelistas en los otros tres relieves, ocupando San Juan y San Lucas la misma escena en el central; sobre este friso el segundo cuerpo lo ocupa San Pedro y San Pablo en los dos extremos y los relieves del Abrazo en la Puerta Dorada y la Venida del Espíritu Santo. Todas estas esculturas están atribuidas a Pedro de la Cuadra. El tercer y último piso, originario de un retablo anterior y más antiguo, presenta en el centro la escena del Calvario, que sobresale en altura del resto del retablo por medio de columnas, sobre las que se emplazan estípites con forma humana; está compuesto el Calvario por la imagen del Cristo crucificado, la Virgen María y San Juan Evangelista y a sus lados los relieves de La Piedad y La Flagelación y en los extremos dos imágenes más. En el frontón está el coronamiento con un relieve que muestra al Padre Eterno.[23]

- Altar del Perpetuo Socorro: de estilo neogótico, fue donado por Teófila Alonso en memoria de su hija Narcisa, fallecida.

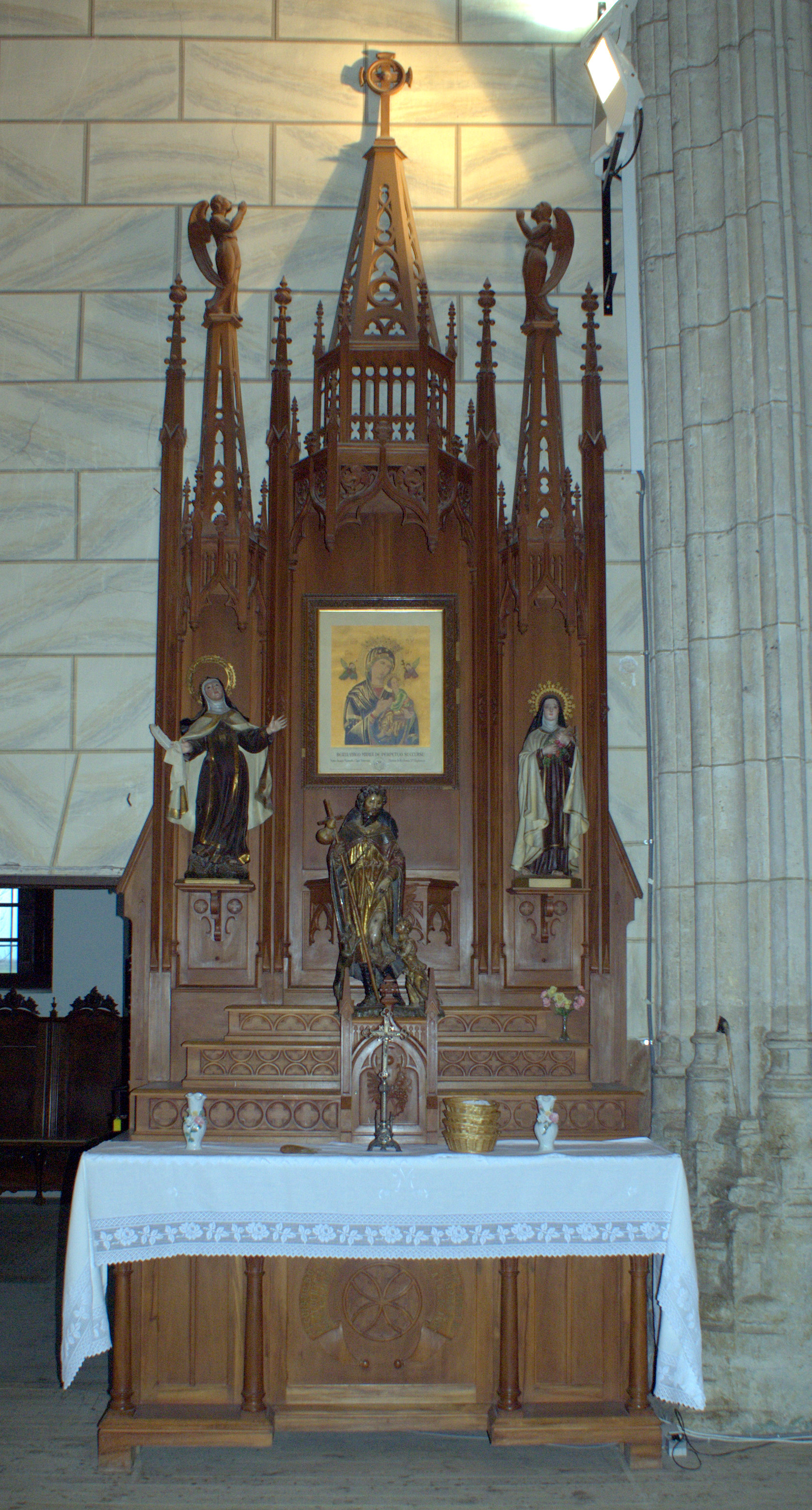
Altar del Perpetuo Socorro

#### Lado del Evangelio
En el lado del Evangelio se encuentran los siguientes dos altares (de la Virgen del Carmen y del Corazón de María) y dos retablos:
- Retablo de la Purísima: de estilo barroco, fue realizado en el primer cuarto del siglo XVIII. Fue donado por Andrés Inaraja, por lo que en el ático del mismo aparece San Andrés. Alberga asimismo pinturas del primer cuarto del XVII, en las que aparecen San Pablo, San Antonio, un obispo santo, la Anunciación y la Adoración de los pastores. La figura central del retablo es una Purísima de escayola, aunque la imagen primitiva era de madera policromada y se halla en la actualidad en el Museo Diocesano y Catedralicio de Valladolid.[24]
- Retablo de la Dolorosa: dividido en tres partes, la figura central es el Santo Cristo, al que flanquean San Juan (derecha) y la Dolorosa (izquierda). Esta última imagen fue donada por Juan Medina y data del siglo XVIII. El Santo Cristo y San Juan, rococós, fueron realizados por Pedro de la Cuadra tras la donación de la Dolorosa.[24]

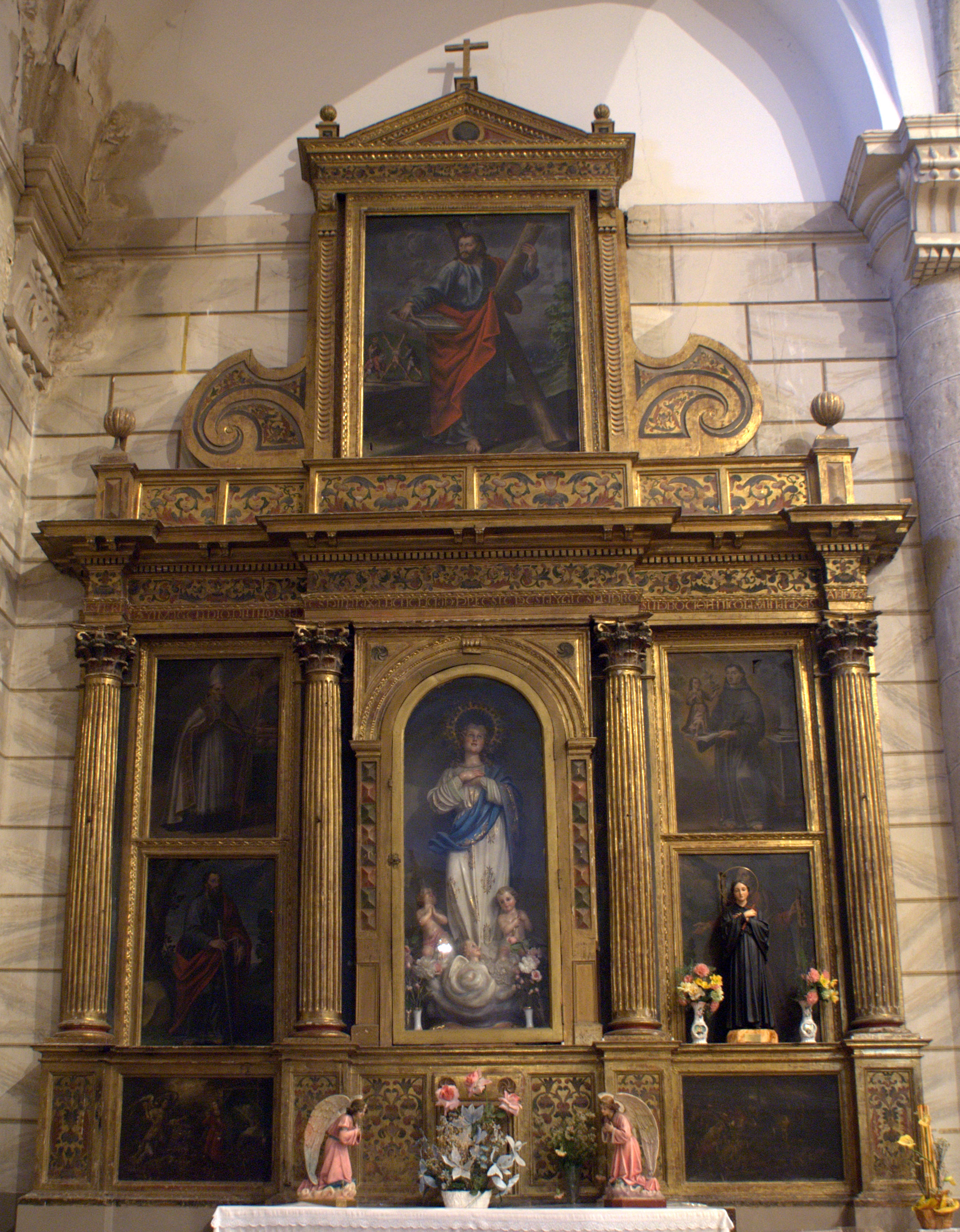
Retablo de la Purísima
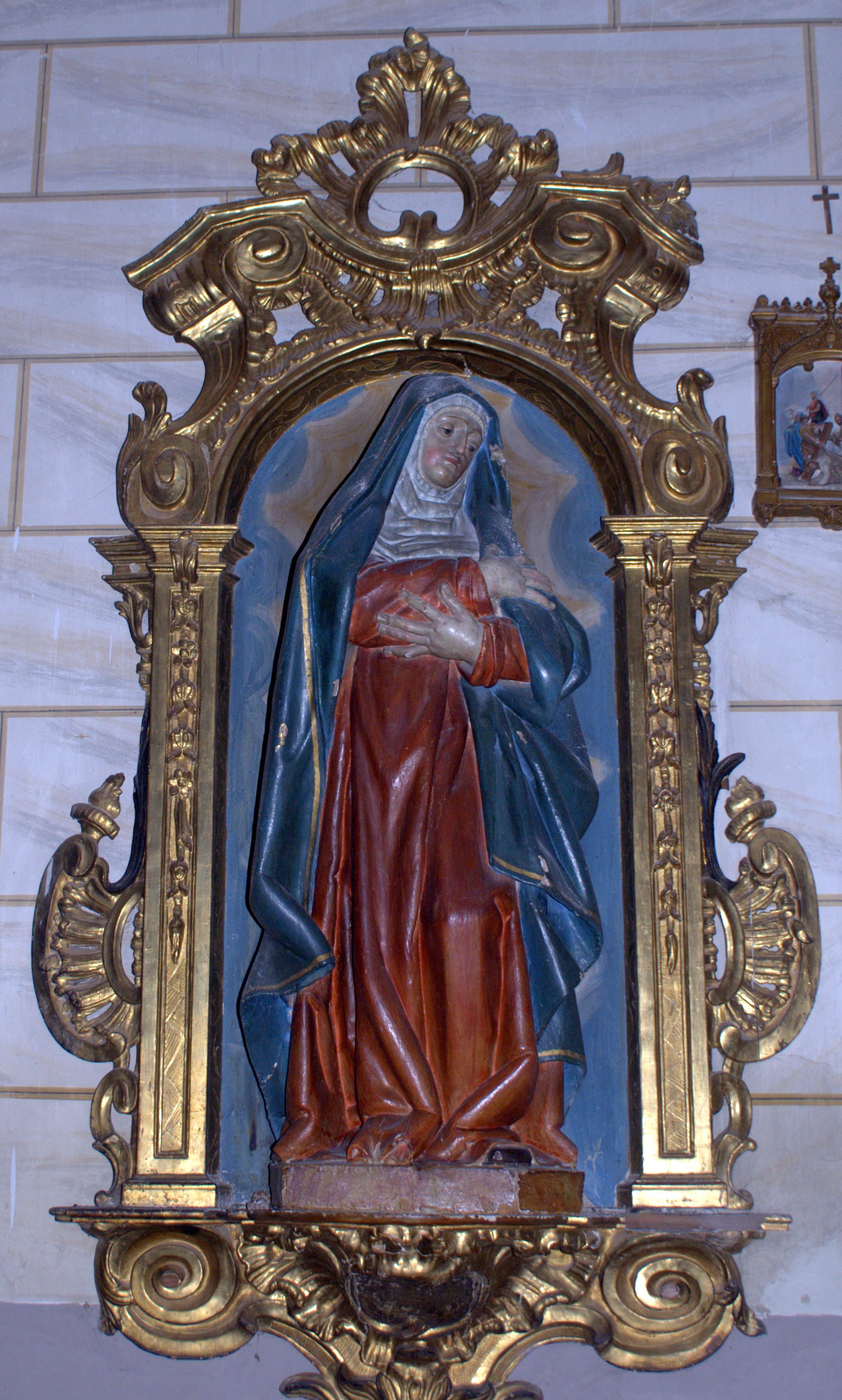
María del retablo de la Dolorosa
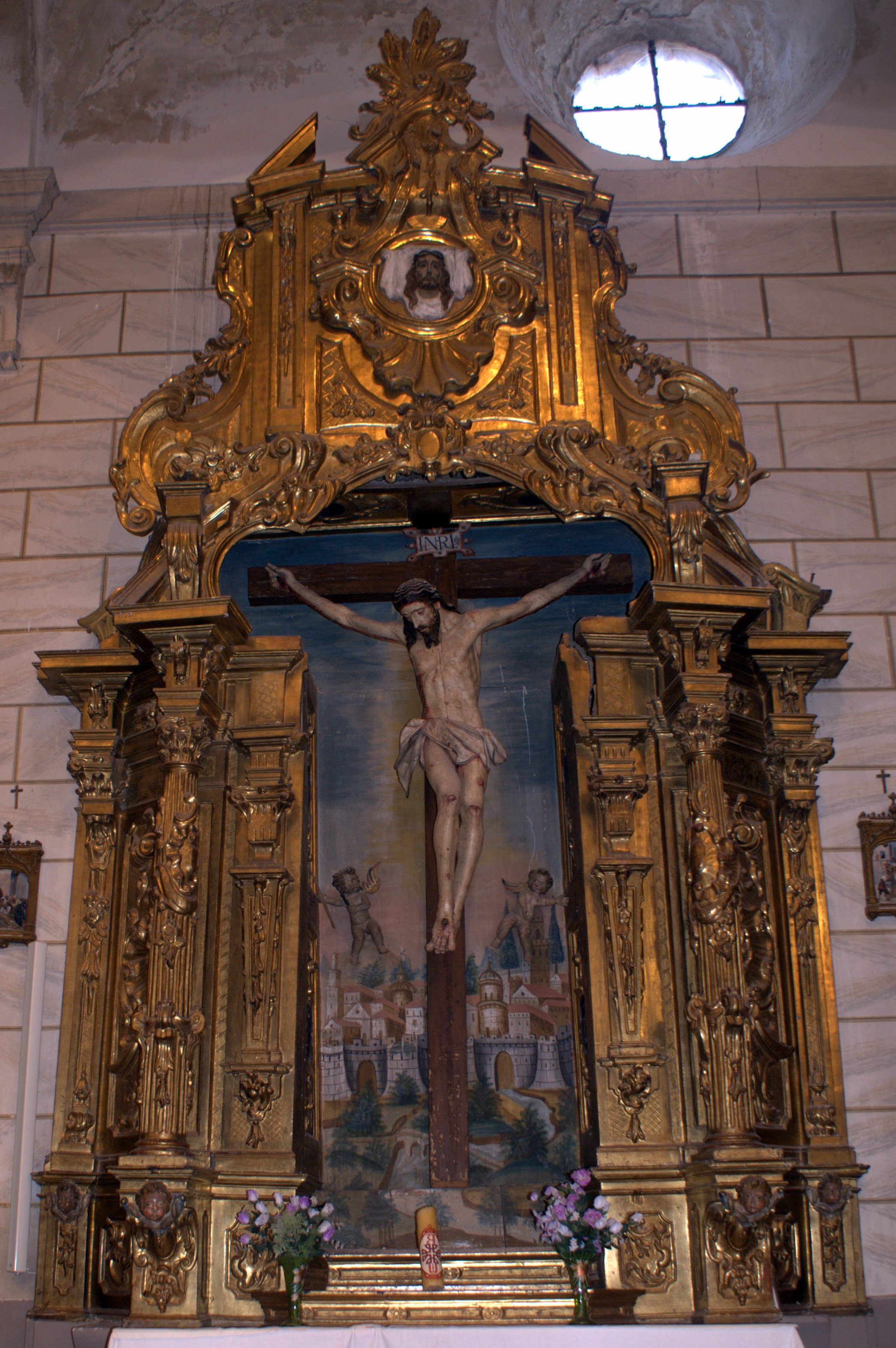
Cristo del retablo de la Dolorosa
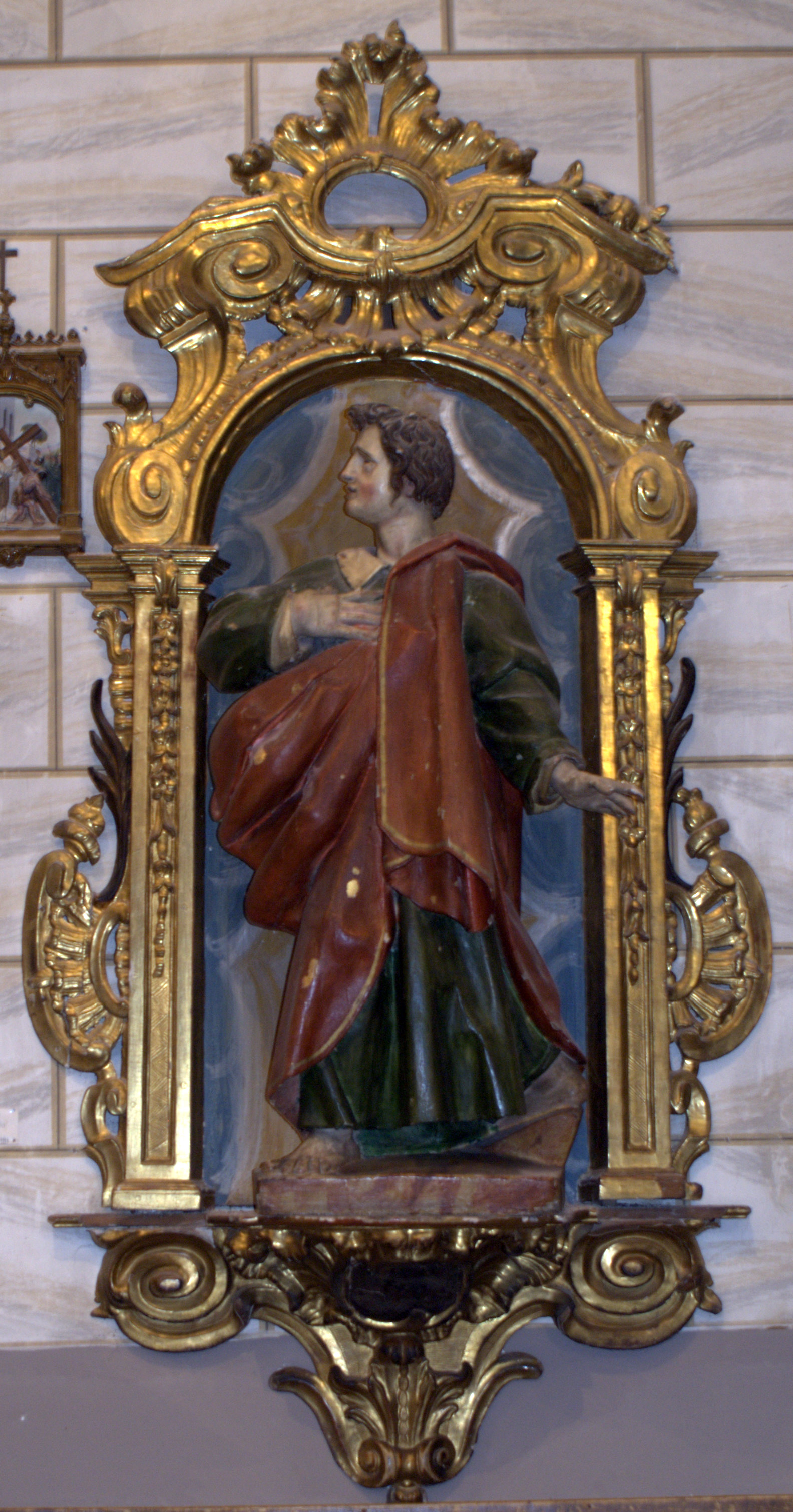
San Juan del retablo de la Dolorosa
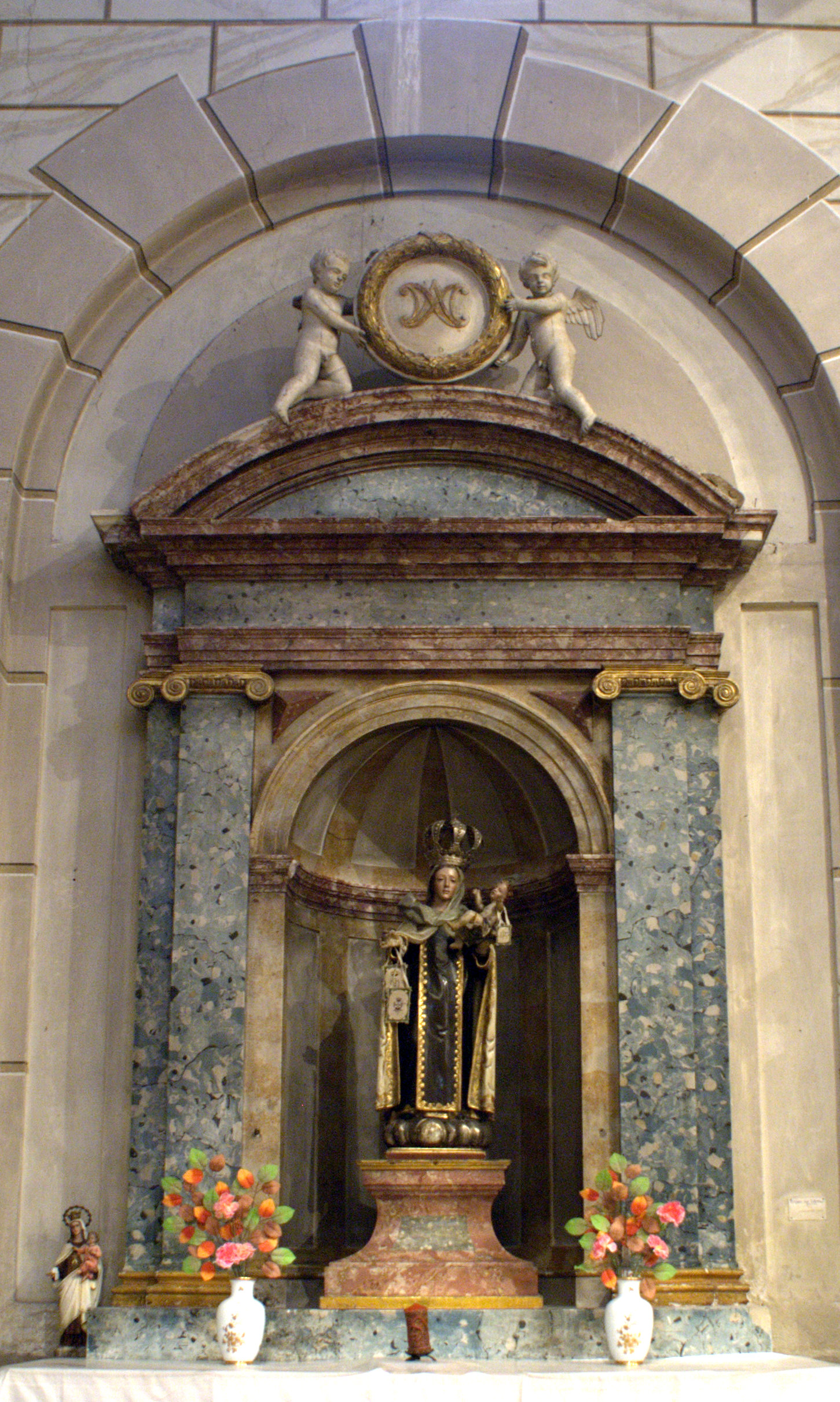
Altar de la Virgen del Carmen
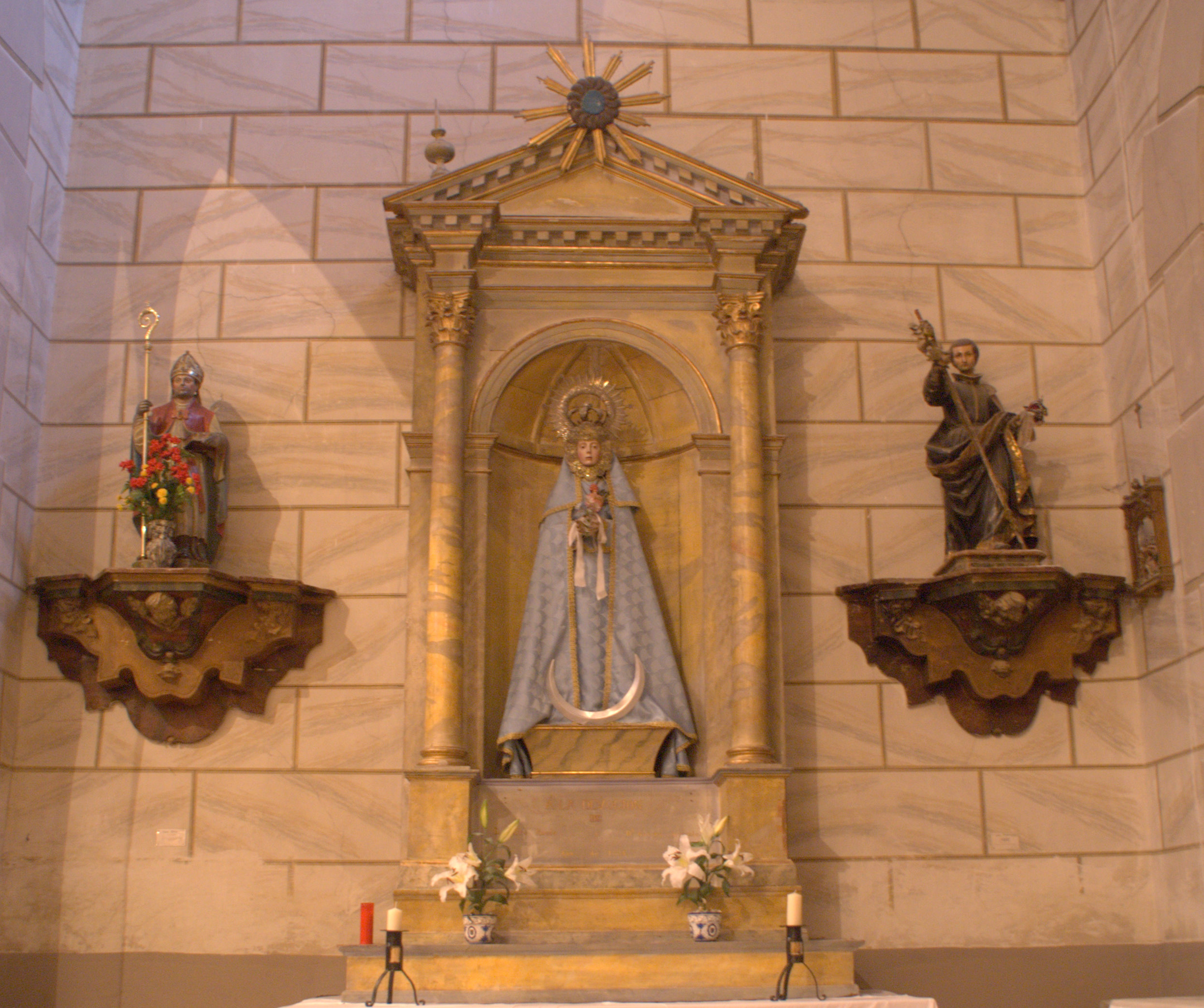
Altar del Corazón de María

#### Lado de la Epístola
En el lado de la Epístola se encuentran los siguientes cinco retablos:
- Retablo de la Virgen del Rosario: se trata de un retablo barroco del segundo cuarto del siglo XVII. La figura central del mismo es una Virgen del Rosario con el niño en brazos y en la parte superior del mismo se halla un San Juan Bautista en madera policromada que señala el cordero de Dios. El resto del retablo está decorado con un total de seis pinturas sobre lienzo de la misma época que representan: martirio de una santa dominica y dos santas, San Francisco ante Cristo, Martirio de San Esteban, Santo Domingo in Soriano, martirio de San Pelayo. Este retablo, y principalmente la figura de la Virgen del Rosario, está íntimamente relacionado con una cofradía surgida en el siglo XVI en la localidad y con los dominicos, que históricamente tuvieron una fuerte implantación en la comarca.[25]
- Altar de San José: donado por Sotera Arévalo. En su parte superior porta la inscripción «D.ª Sotera Arévalo cumpliendo los deseos de su difunto esposo D. Gregorio Velasco, levantó este altar a su S. N. José por librar una enfermedad a su hijo Pancracio. Año de 1878.»[25]
- Altar del Niño: presidido por un Niño Jesús de madera que se asienta sobre el que pudiera ser el sagrario primitivo de la iglesia. El altar se decora con siete cuadros de comienzos del siglo XVII, en los que aparecen San Cristóbal, San Juan Bautista, San Joaquín y la Virgen Niña, Santa Apolonia (muela), Santa Bárbara (torre), Santa Águeda (pechos) y Santa Lucía (ojos).[25]
- Altar de San Antonio de Padua: se trata de un altar enlucido en yeso que imita el mármol y que alberga una imagen de San Antonio de Padua realizada en madera en el siglo XVIII.[25]
- Altar de la Virgen de la O o de Brazuelas: se trata de una virgen de vestir del siglo XVIII que preside un retablo de yeso enlucido imitando el mármol.[25]

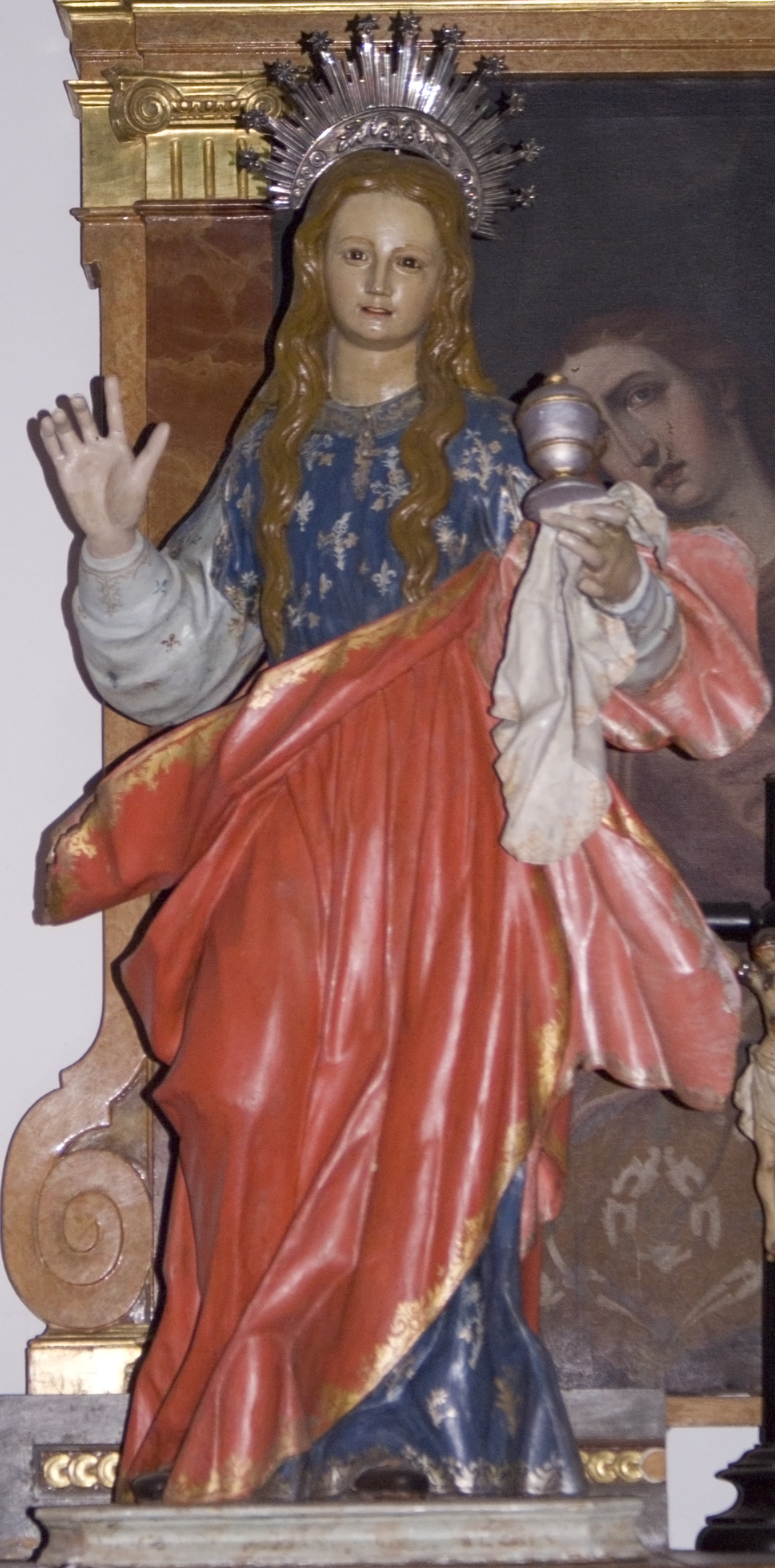
La imagen de Santa María Magdalena que alberga la sacristía nueva

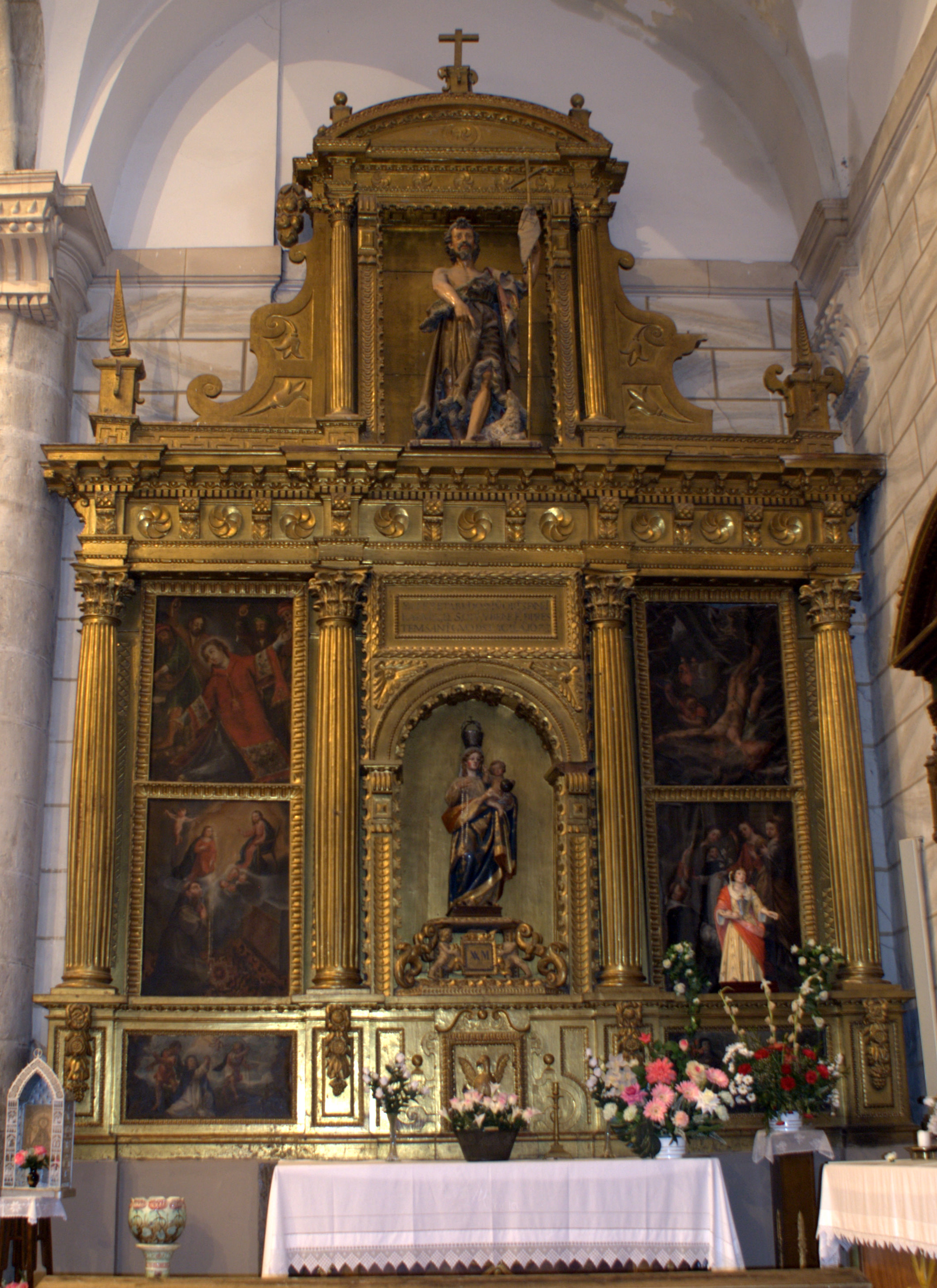
Retablo de la Virgen del Rosario
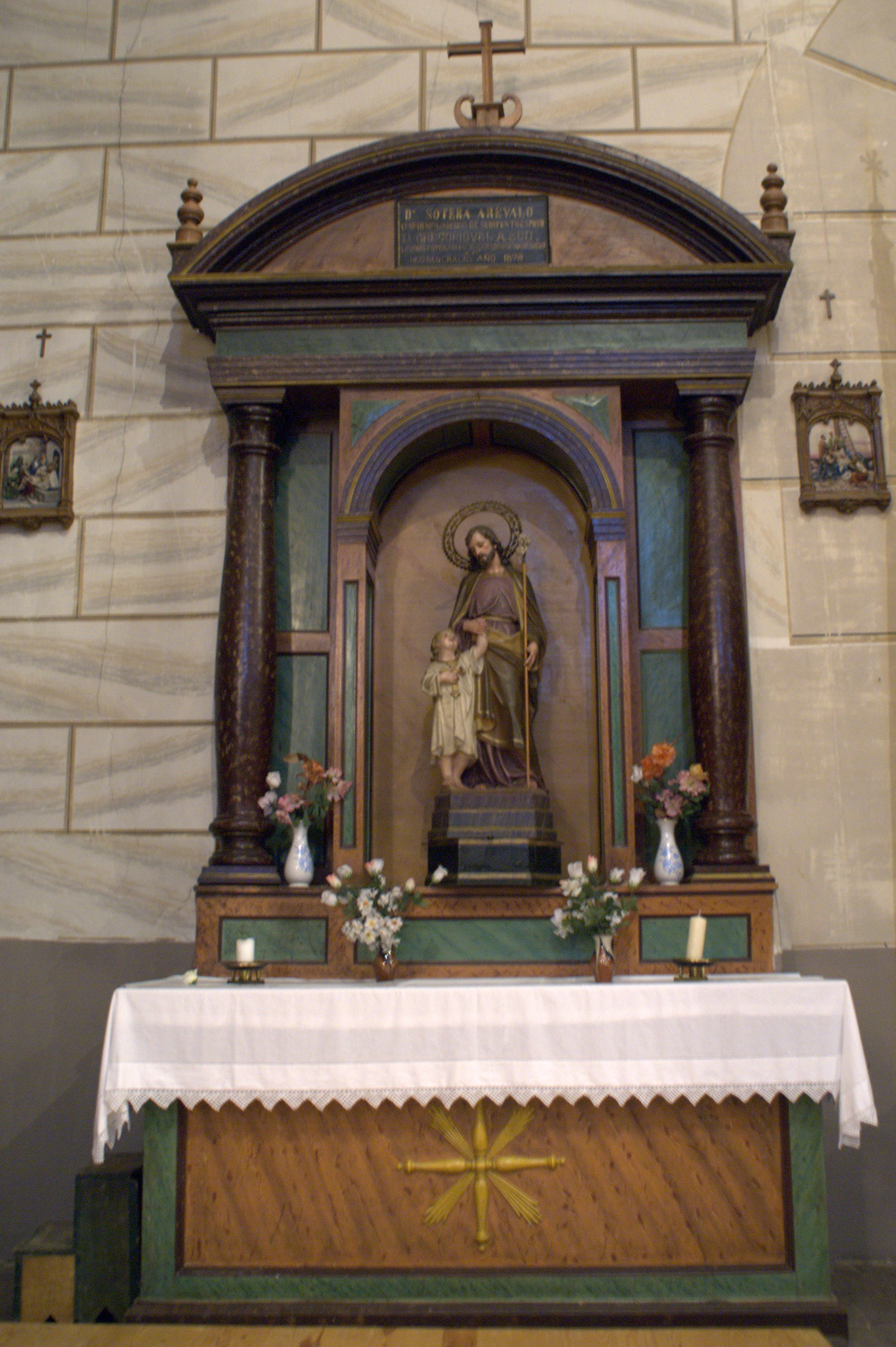
Altar de San José
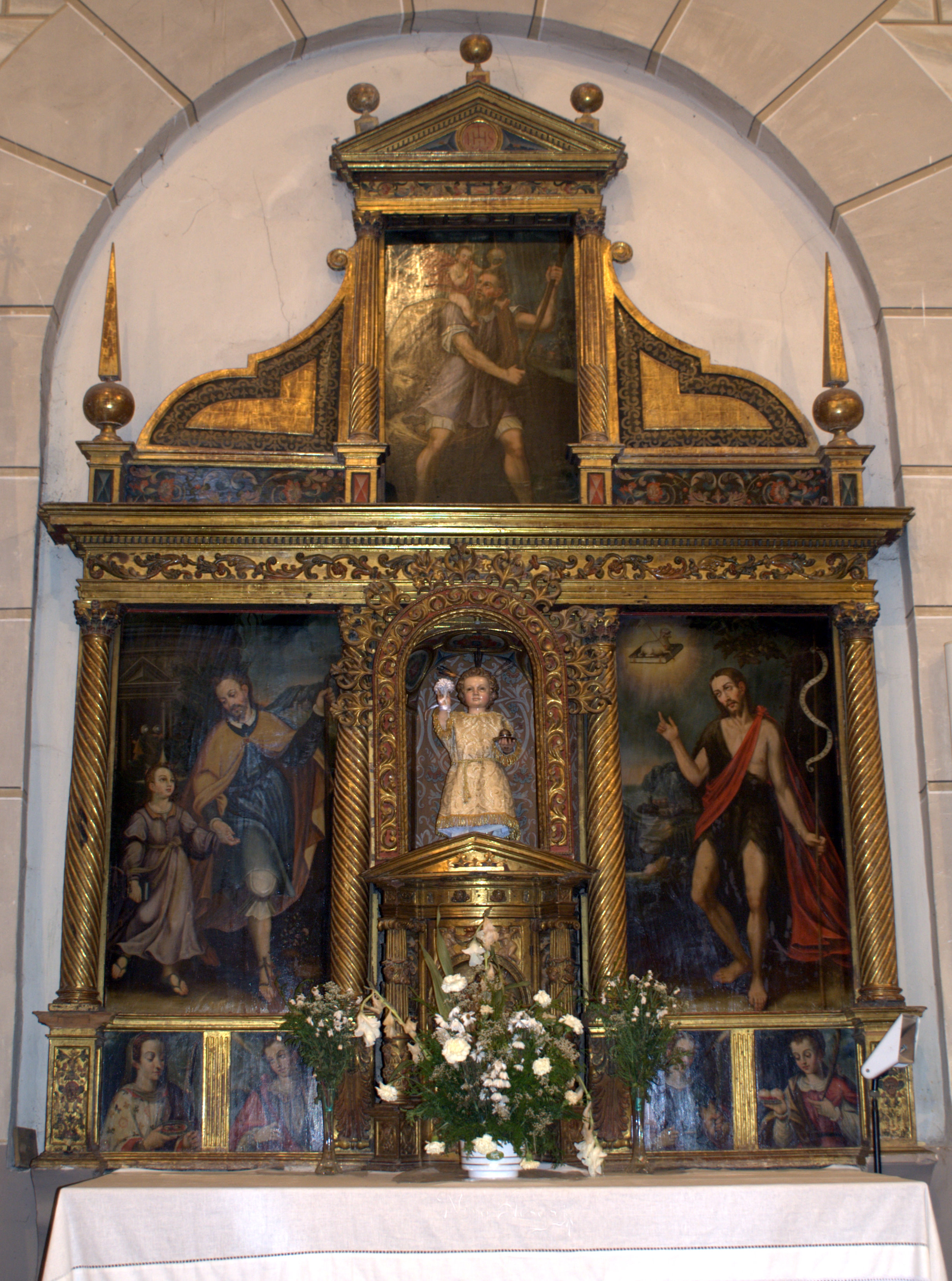
Altar del Niño
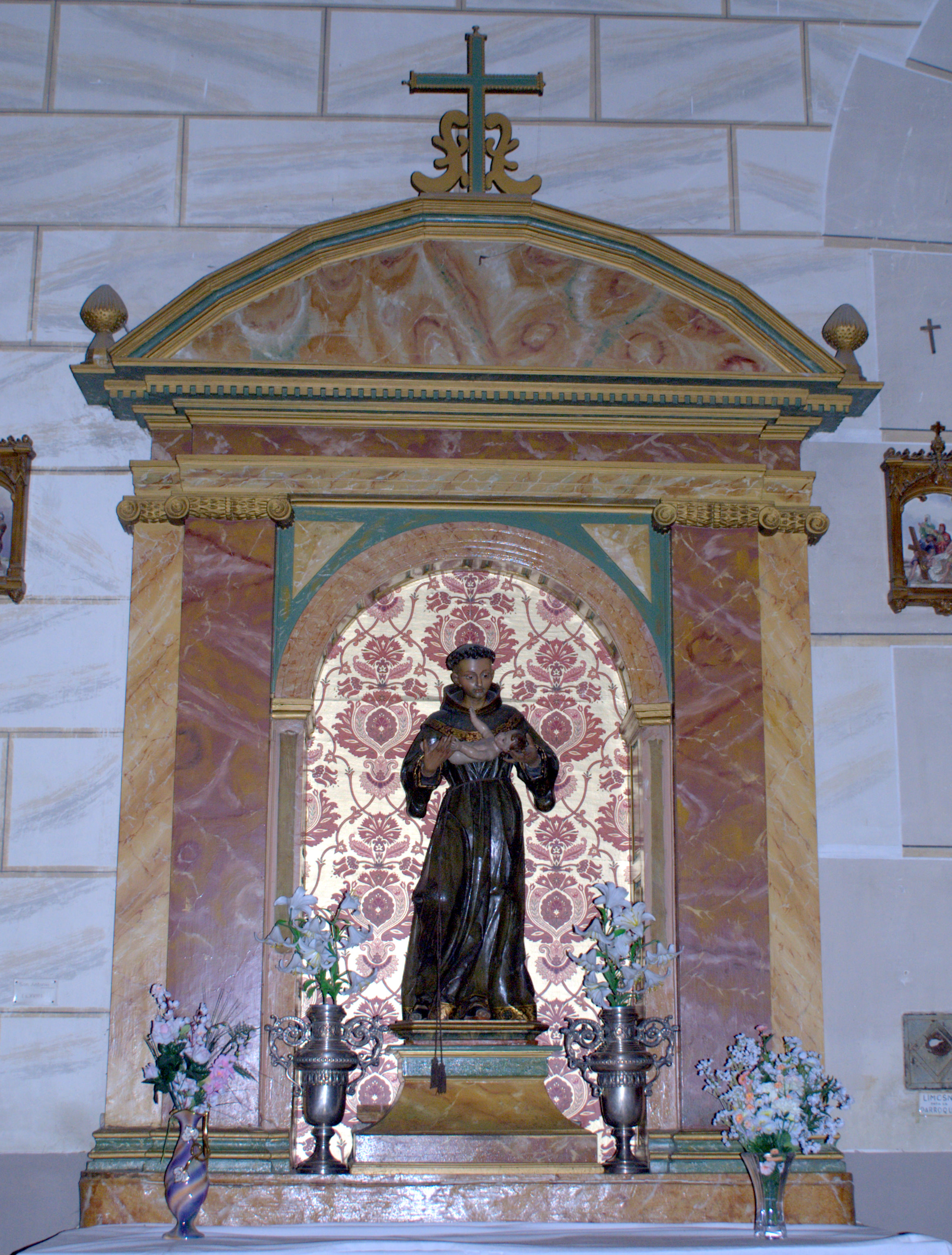
Altar de San Antonio de Padua
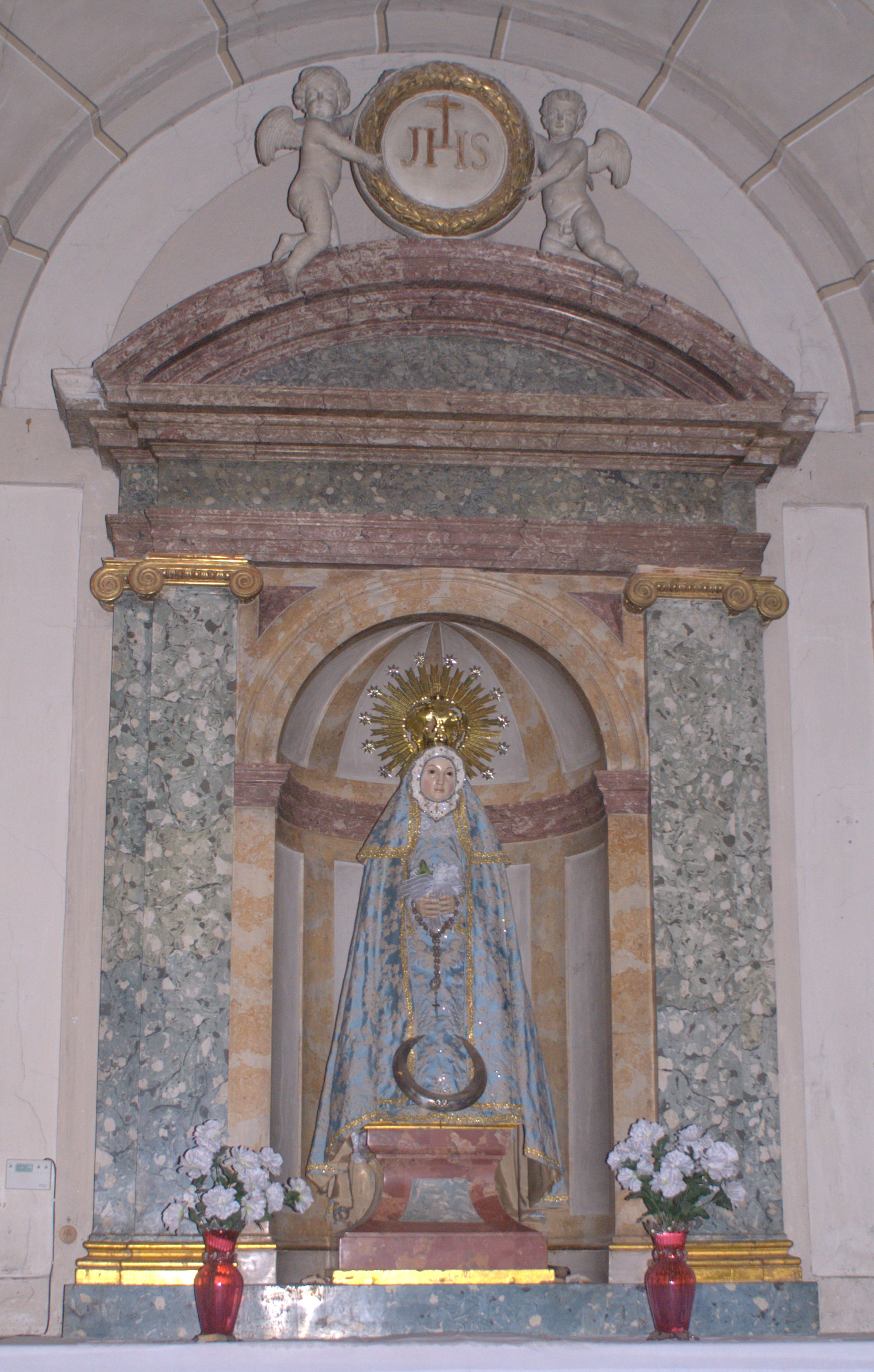
Altar de la Virgen de la O

#### Bautisterio
Existe un bautisterio en el lado de la Epístola, cerrado con una puerta de forja y presidido por un Cristo crucificado realizado en madera policromada a comienzos del siglo XVII. Existen además pequeñas esculturas, como un San Juan Bautista Niño y un Santiago Matamoros a caballo. En el centro de la sala, una pila bautismal de piedra.

#### Sacristías
La iglesia cuenta con dos sacristías, una a cada lado, aunque actualmente solo una de ellas permanece en uso:
- Sacristía del Lado de la Epístola (nueva): es la sacristía de más reciente construcción y la que está en uso actualmente. Alberga una valiosa cajonera y una talla de Santa María Magdalena, realizada en madera policromada por la escuela de Pedro de Ávila.
- Sacristía del Lado del Evangelio (vieja): primitiva sacristía del templo dividida en dos partes que con el tiempo pasaron a ser una capilla y un oratorio. Aunque actualmente cumplen la función de trastero de la parroquia, todavía guardan un cristo crucificado en madera policromada realizado por Francisco de la Maza, una pintura sobre lienzo de la Virgen con el Niño y el altar de la Santa María Magdalena que está en la sacristía nueva. El altar es rococó y fue realizado en 1776 por Manuel Fernández de Navia.

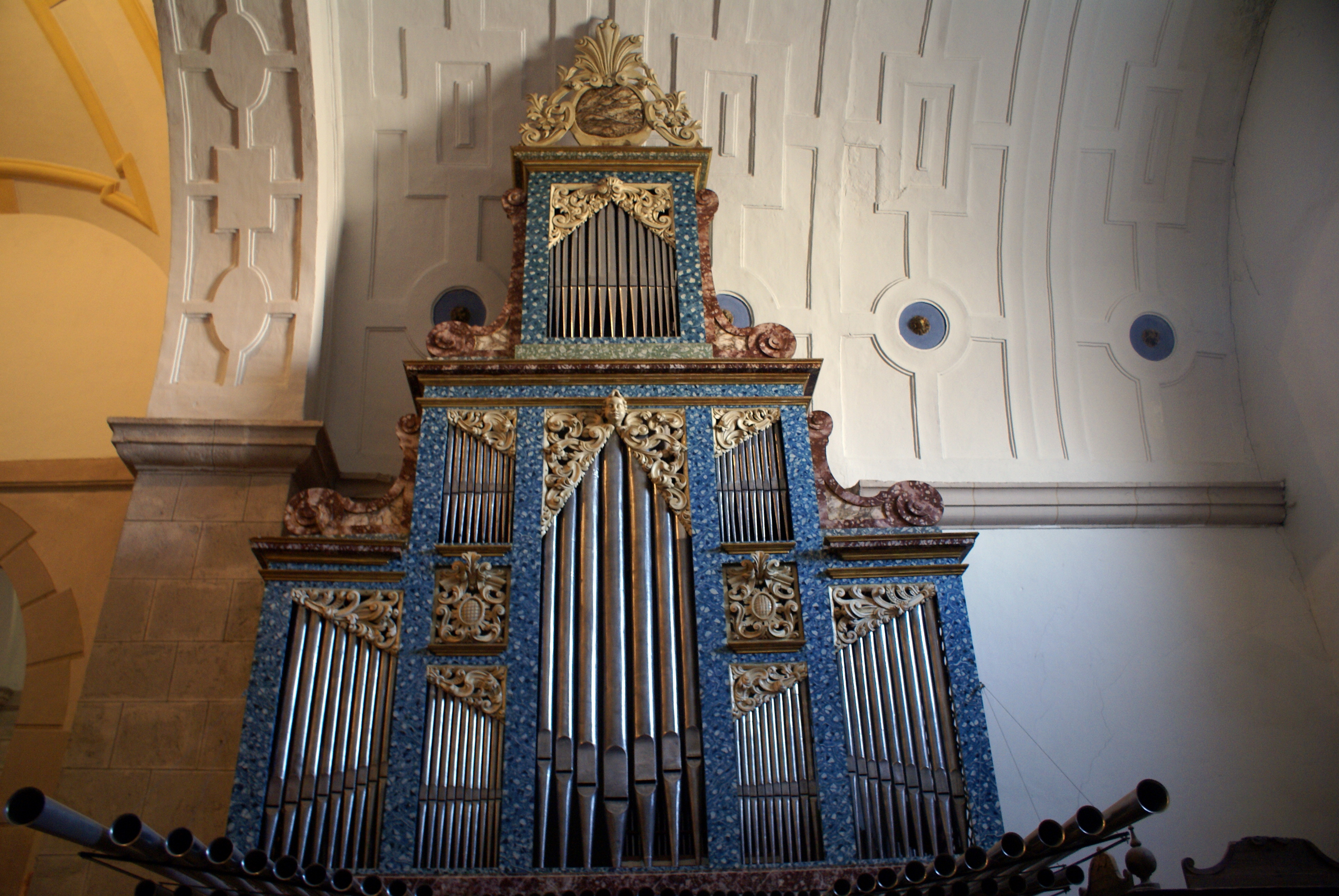
El órgano barroco del coro

#### Coro
El coro se sitúa en la nave central, enfrente del altar mayor, al mismo nivel y separado por una verja de hierro forjado. Se conservan doce cantorales realizados en pergamino, datando alguno del siglo XVII. La sillería está realizada en madera de nogal y consta de un total de nueve asientos. En las misericordias se aprecian las tallas de caras de personajes, aunque solamente se conservan en tres de los nueve asientos. La sillería porta la inscripción «Soli Deo honor et gloria. Año de 1780». El facistol giratorio, realizado en madera, está decorado con figuras de ángeles. En el lateral del lado de la Epístola se sitúa el órgano barroco con caja neoclásica de finales del siglo XVIII, en muy buen estado de conservación y restaurado en 2004.